# バッダーリ経
『バッダーリ経』（バッダーリきょう、巴: Bhaddāli-sutta, バッダーリ・スッタ）とは、パーリ仏典経蔵中部に収録されている第65経。『跋陀利経』（ばつだりきょう）、『跋陀和利経』（ばつだわりきょう）とも。
類似の伝統漢訳経典としては、『中阿含経』（大正蔵26）の第194経「跋陀和利経」等がある。
釈迦が、比丘バッダーリに戒律や僧伽について説く。

## 構成

### 登場人物
- 釈迦
- バッダーリ --- 比丘

### 場面設定
ある時、釈迦はコーサラ国サーヴァッティー（舎衛城）のジェータ林アナータピンディカ園（祇園精舎）に滞在していた。
釈迦は比丘たちに、一日一食の重要性を説くが、大食漢の比丘バッダーリはそれでは量が足りないと反発し、離脱する。
3ヶ月後、謝罪に訪れたバッダーリに、釈迦は律と僧伽などについて説き諭す。
バッダーリは歓喜する。

## 日本語訳
- 『南伝大蔵経・経蔵・中部経典2』（第10巻） 大蔵出版
- 『パーリ仏典 中部（マッジマニカーヤ）中分五十経篇I』 片山一良訳 大蔵出版
- 『原始仏典 中部経典2』（第5巻） 中村元監修 春秋社